# Haaway
Koordinaten: 1° 10′ N, 43° 43′ O
Haaway oder Avai ist ein Ort in der Region Unter-Shabelle im Süden Somalias. Er liegt in sumpfigem Gebiet am Unterlauf des Flusses Shabelle.
Ab den 1840er Jahren ließen sich in Haaway schwarzafrikanische Sklaven nieder, die von den Plantagen im Tal des Shabelle bei Merka geflohen waren. Sie wurden eine Art „Klienten“ des örtlichen Somali-Clans, gründeten Dörfer und betrieben Ackerbau. 1903 umfasste Haaway sechs Dörfer mit einer Gesamtbevölkerung von etwa 3.000, wovon zwei Drittel Männer waren.
Damit war Haaway ein kleines Gegenstück zum Gosha-Gebiet am Fluss Jubba, wo sich ebenfalls ab den 1840er Jahren Zehntausende ehemalige Sklaven niederließen.